# Númenor uralkodóinak listája
Númenor J. R. R. Tolkien történeteinek kitalált birodalma. Létezését e történetek szerint mk. 32-től számítjuk. Ekkor foglalta el Armenelos trónját Elros, akit a krónikák Tar-Minyatur néven említenek. Númenornak 25 királya volt, akik közül 20 nemestünde nevet vett fel (Tar- előtaggal). A tündéktől való különbözni vágyás és a nemzeti érzelmű eszmék térnyerése folytán azonban a többi öt király alapvetően hazájának nyelvén vette fel királyi nevét – ennek ellenére a krónikák megőrizték nevük quenya átírását is.
Minden évszám Középfölde Másodkorában értendő.
Vastagon szedve az a név, amit az uralkodó hivatalosan használt. Ar-Adûnakhôrtól kezdve az uralkodók (Tar-Palantir kivételével) adûni néven vették át a jogart, azonban az uralkodók listájában quenya nevükön tüntették fel őket (a lista meggyalázása akkora szentségtörés lett volna, hogy azt még ők sem merték megkísérelni).
| #     | Quenya név (sz. év – uralk. vég. – hal. év.)             | Adûni név     |
| ----- | -------------------------------------------------------- | ------------- |
| I     | Elros Tar-Minyatur (ek.525–mk.442)                       | Gimilzôr      |
| II    | Vardamir Nólimon (61–443–471)                            | Zimravrati    |
| III   | Tar-Amandil (192–590–603)                                | Ar-Aphanuzîr  |
| IV    | Tar-Elendil (350–740–751)                                | Ar-Gimilzîr   |
| V     | Tar-Meneldur Irimon (543–883–942)                        | Ar-Minûlzûr   |
| VI    | Tar-Aldarion Anardil (700–1075–1098)                     | -             |
| VII   | Tar-Ancalimë (873–1280–1285) (Az első uralkodó királynő) | -             |
| VIII  | Tar-Anárion (1003–1394–1404)                             | -             |
| IX    | Tar-Súrion (1174–1556–1574)                              | -             |
| X     | Tar-Telperiën (1320–1731) (A második uralkodó királynő)  | -             |
| XI    | Tar-Minastir (1474–1869–1873)                            | -             |
| XII   | Tar-Ciryatan (1634–2029–2035)                            | Ar-Balkumagan |
| XIII  | (Nagy) Tar-Atanamir (1800–2221)                          | -             |
| XIV   | Tar-Ancalimon (1986–2386)                                | -             |
| XV    | Tar-Telemmaitë (2136–2526)                               | -             |
| XVI   | Tar-Vanimeldë (2277–2637) (A harmadik uralkodó királynő) | -             |
| -     | *Herucalmo Tar-Anducal (2286–2657)                       | -             |
| XVII  | Tar-Alcarin (2406–2737)                                  | -             |
| XVIII | Tar-Calmacil (2516–2825)                                 | Ar-Belzagar   |
| XIX   | Tar-Ardamin (2618–2899)                                  | Ar-Abattarîk  |
| XX    | Tar-Herunúmen (2709–2962)                                | Ar-Adûnakhôr  |
| XXI   | Tar-Hostamir (2798–3033)                                 | Ar-Zimrathôn  |
| XXII  | Tar-Falassion (2876–3102)                                | Ar-Sakalthôr  |
| XXIII | Tar-Telemnar (2960–3177)                                 | Ar-Gimilzôr   |
| XXIV  | Tar-Palantir (3035–3255)                                 | Ar-Inziladûn  |
| -     | *Tar-Míriel                                              | Ar-Zimraphel  |
| XXV   | Tar-Calion (3118–3319)                                   | Ar-Pharazôn   |